# Konektywizm
Konektywizm (ang. connect – łączyć się) – „teoria nauczania – uczenia się w epoce cyfrowej”. Opiera się na przekonaniu, że celem nauczania jest nauka myślenia, która ma prymat nad zdobywaniem wiedzy. Twórcą tej teorii jest George Siemens, który swoje założenia zaprezentował w dokumencie Connectivism: A Learning Theory for the Digital Age, oraz Stephen Downes. Kluczową kompetencją w tej teorii jest umiejętność właściwego korzystania ze zdobyczy technologicznych i odnajdywania wiadomości w zewnętrznych bazach danych (tzw. know-where), a nie – jak dotąd – z informacji wyuczonych w toku kształcenia. Ważne jest również kojarzenie i powiązywanie tych informacji z innymi. Na tej podstawie uczeń ma możliwość wyciągania wniosków.

## Opis
Siemens w dokumencie pt. „Connectivism: A Learning Theory for the Digital Age” dowodzi, że uczenie się to proces, który nie w pełni znajduje się pod kontrolą człowieka, ponieważ następuje nie „wewnątrz” niego, a poprzez połączenie się z informacjami i zasobami wiedzy, z których korzysta.
Do tego dochodzi fakt, że zasoby wiedzy i informacji nieustannie się zmieniają – dodawane są nowe dane. Dlatego kluczowa jest umiejętność wyselekcjonowania informacji istotniejszych od mniej znaczących. Równie ważna jest zdolność określenia momentu, w którym nowa informacja zmienia się na tyle gruntownie, że wpływa na podstawę, na której bazowano przy podejmowaniu wcześniejszej decyzji.
W związku z tym nie trzeba już „wiedzieć jak” (know-how) czy „wiedzieć co” (know-what), a należy „wiedzieć gdzie” (know-where), ponieważ nie wszystkie informacje muszą być przechowywane w głowie. Najważniejsze jest umiejętne odnajdywanie pożądanych informacji w odpowiednich zasobach, co uruchamia proces uczenia się. Bardziej istotna jest sama czynność połączenia z zasobami wiedzy niż to, co w danej chwili wiadomo uczącemu się.

## Zasady konektywizmu
George Siemens wymienia główne zasady konektywizmu:
- uczenie się i wiedza pozostają w zróżnicowaniu opinii;
- uczenie się jest procesem łączenia się wyspecjalizowanych ośrodków lub źródeł informacji;
- uczenie się może rezydować w urządzeniach nieludzkich;
- zdolność wiedzenia więcej jest istotniejsza niż to, co jest obecnie znane;
- wzmacnianie i utrzymywanie powiązań jest niezbędne do ułatwienia ciągłego uczenia się;
- umiejętność widzenia powiązań między dziedzinami, ideami i koncepcjami jest kluczową kompetencją;
- ważność (precyzyjna, zaktualizowana wiedza) jest celem wszelkich czynności uczenia się opartych na konektywizmie;
- podejmowanie decyzji jest samo w sobie procesem uczenia się.

Wybór tego, czego się uczyć, i nadawanie znaczenia przychodzącym informacjom odbywa się w kontekście zmieniającej się rzeczywistości. To, co dziś jest dobrą odpowiedzią, jutro może okazać się błędne z powodu zmian w środowisku informacyjnym.

## Konektywizm a tradycyjny system nauczania
W tradycyjnym nauczaniu przeważa metoda podająca, podczas gdy konektywizm stawia na kształcenie oparte na ideach konstruktywistycznych, czyli samodzielnym budowaniu i rozwijaniu wiedzy przez uczniów oraz rozwijaniu krytycznego myślenia. Uczeń dokonuje wyboru treści uczenia się i samodzielnie podejmuje decyzje. Podejmowanie decyzji również jest procesem uczenia się.
Uczenie – dzięki konektywizmowi – może odbywać się nie jak dotychczas w systemie klasowo-lekcyjnym, gdzie wszyscy uczą się tego samego jednocześnie, lecz w dowolnym czasie i miejscu. To tzw. metoda 3W: Whatever, Whenever, Wherever – „uczymy się robiąc cokolwiek, w każdej chwili, gdziekolwiek jesteśmy”.

## Konektywizm w Polsce
Koncepcja konektywizmu rozwinęła się w dużej mierze w 2004 roku i wtedy też została przedstawiona w Polsce. Nie jest ona szeroko rozpowszechniona i nie została wdrożona do systemu edukacji.